# Lei Clijsters
Leo Albert Jozef „Lei“ Clijsters (9. listopadu 1956 – 4. ledna 2009) byl belgický fotbalový reprezentant a pozdější trenér. Byl otcem belgických tenistek Elke a Kim Clijstersových.
Za Belgii odehrál 40 reprezentačních zápasů. Zúčastnil se dvou mistrovství světa v roce 1986 v Mexiku a v roce 1990 v Itálii a mistrovství Evropy v roce 1984 ve Francii.
Největšího úspěchu na klubové úrovni dosáhl v roce 1988, kdy jako kapitán dovedl tým KV Mechelen k vítězství v Poháru vítězů pohárů a posléze i v Superpoháru UEFA.
Zemřel 4. ledna 2009 na rakovinu plic.